# Université d'État des sciences humaines de Russie
L’université d'État des sciences humaines de Russie (russe : РГГУ, Российский Государственный Гуманитарный Университет, RGGU), est une université russe fondée le 27 mars 1991. L'université est située à Moscou, en Russie. Son recteur est Efim Pivovar.

## Histoire
L’université d'État des sciences humaines de Russie a été créée par l'union de l’université publique russe et de l'Institut des archives nationales.
L'université publique russe a été fondée en 1908 par Alphonse Léonovitch Chanïavski. Son rôle a été central dans le renouveau de l'éducation en Russie en 1918. La volonté de Chanïavski était de créer un centre alternatif d'éducation.
L'Institut des archives nationales a été créé en 1930 afin de préparer les futurs archivistes. Cette orientation est devenue avec le temps un objet de recherche important et le domaine d’activité de l’université s’est rapidement élargi à d’autres disciplines proches comme l'histoire, l'archéologie et la paléontologie, en préservant ce qui se fait de mieux en matière de recherche scientifique en Russie. L'autorité de l'université n'a cessé d'augmenter jusqu’au début des années 1990, date à laquelle elle devint le cœur de la nouvelle université d'État des sciences humaines de Russie.

## Structure

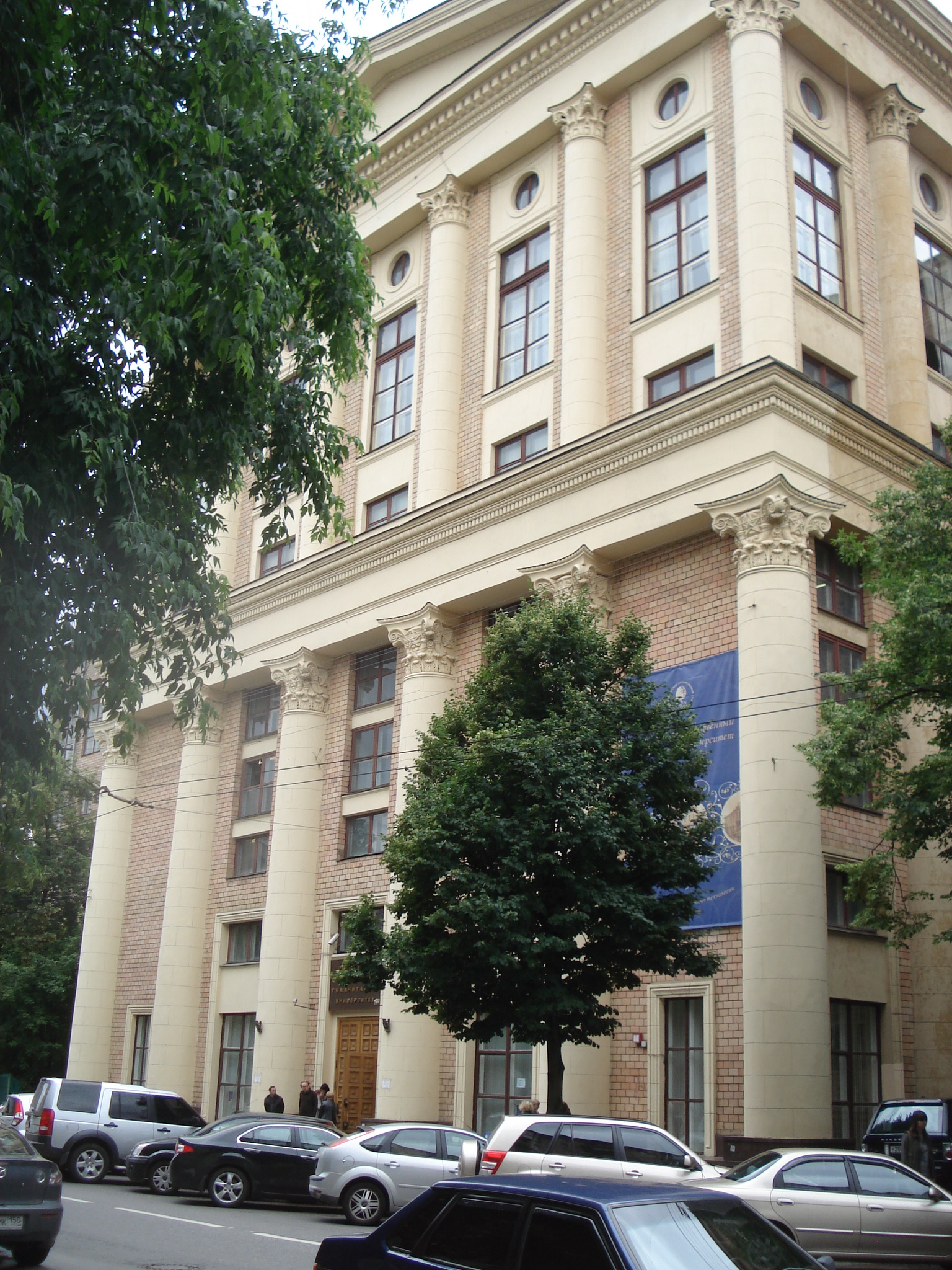
Bâtiment principal de l'université

Le RGGU comprend 7 instituts, 11 facultés, 19 centres scientifico-pédagogiques, 8 laboratoires et 5 départements.
Les principales organisations sont : 
- La faculté d'histoire, des sciences politiques et de droit (incluant le centre des études orientales)
- L'école supérieure des archives
- L'institut des cultures européennes
- Le centre d'anthropologie historique franco-russe « Marc Bloch »
- La faculté de philosophie (incluant le département de sociologie)
- La faculté de l'histoire des arts
- La faculté d'histoire des lettres
- L'institut d'informatique et de la sécurité
- L'institut des médias
- L'institut de linguistique (incluant le département de linguistique, et le département d'intelligence artificielle)
- L'institut de psychologie « Vygotski »
- L'institut d'économie, de gestion et de droit (incluant la faculté de gestion, la faculté d'économie, la faculté de droit)

Une trentaine de centres représentent l'université auprès des autres établissements d'enseignement supérieur en fédération de Russie.

## Formations
L'université assure la formation de spécialistes, ingénieurs, docteurs et docteurs d'État (études post-doctorales).  
L'université accueille chaque année environ 4000 étudiants dont 200 étudiants étrangers.

## Anciens élèves
- Tina Kandelaki
- Higoumène Nikita (Dobronravoff) (ru)
- Refat Choubarov, homme politique tatar de Crimée.
- Yana Vagner, journaliste et écrivain
- IC3PEAK, groupe de musique
- Alisa Volskaya, philanthrope
- Irina Kudesova, romancière, journaliste et traductrice franco-russe.

## Rayonnement international
Les secteurs de la linguistique, de l’intelligence artificielle (cybernétique), des moteurs de recherche, de la cliométrie, de la cliodynamique, du droit et de la  politique assurent l'essentiel du rayonnement et de la renommée internationale de l’université.

## Relations internationales
L’université est liée par des accords de coopération avec de nombreux établissements d’enseignement du monde comme l'université Laval, Trinity College, l'université du Caire, la Sorbonne ou encore l'université de Vincennes Saint-Denis (Paris-VIII).